# Ceyxia belfragei
Ceyxia belfragei is een vliesvleugelig insect uit de familie bronswespen (Chalcididae). De wetenschappelijke naam is voor het eerst geldig gepubliceerd in 1910 door Crawford.